# Auquemesnil
Auquemesnil település Franciaországban, Seine-Maritime megyében. Lakosainak száma 260 fő (2018. január 1.). Auquemesnil Canehan, Greny, Guilmécourt, Saint-Martin-le-Gaillard és Saint-Quentin-au-Bosc községekkel határos.

## Népesség
A település népességének változása:
| Lakosok száma | 289  | 288  | 259  | 241  | 239  | 302  | 278  | 266  | 259  | 260  |
|               | 1962 | 1968 | 1975 | 1982 | 1990 | 2008 | 2013 | 2015 | 2017 | 2018 |